# Oberonia borneensis
Oberonia borneensis är en orkidéart som beskrevs av Rudolf Schlechter. Oberonia borneensis ingår i släktet Oberonia och familjen orkidéer. Inga underarter finns listade i Catalogue of Life.